# Ковбой Бибоп (фильм)
«Ковбой Бибоп: Фильм» (англ. Cowboy Bebop: The Movie; также известен как «Ковбой Бибоп: Достучаться до небес» (яп. 劇場版 カウボーイビバップ 天国の扉)) — японский научно-фантастический боевик 2001 года, основанный на одноимённом аниме-сериале 1998 года. Над фильмом работали несколько сотрудников оригинального проекта, в том числе режиссёр Синъитиро Ватанабэ, сценарист Кэйко Нобумото, дизайнер персонажей/режиссёр анимации Тосихиро Кавамото и композитор Ёко Канно. Также к своим ролям вернулись оригинальные японские и английские актёры озвучивания.
Действие фильма происходит между 22 и 23 эпизодами сериала. В центре сюжета таинственный террорист, планирующий уничтожить население Марса (столицы Солнечной системы) с помощью неизвестного патогена. Команда охотников за головами космического корабля «Бибоп» приступает к поискам преступника. Их цель — поймать злоумышленника до того, как произойдет теракт.
Проект был задуман Ватанабэ в виде ответвления от сериала и первоначально представлял собой серию короткометражных фильмов. Чтобы не отпугнуть поклонников оригинала, в фильм было включено большое количество фансервиса. В то же время многие моменты были скорректированы, чтобы сделать его более привлекательным для новичков. Увеличенный бюджет и производственные мощности позволили команде использовать режиссуру, близкую к жанру боевика, и более высокое качество анимации, нежели в сериале. В фильм были включены арабские тематические элементы, чтобы сделать его более контрастирующим с оригиналом (для этого Ватанабэ ездил в Марокко и познакомился с местной культурой). Также восточные мотивы использовались в саундтреке.
За производство фильма отвечали студии Sunrise, занимавшаяся созданием сериала, Bones и Bandai Visual. Премьерный показ проекта состоялся 1 сентября 2001 года в Японии и 11 августа 2002 года в Соединённых Штатах. Общемировые сборы «Ковбоя Бибопа» составили более 3 миллионов долларов. Он также имел высокую популярность на родине и в США после выпуска на DVD. Проект получил преимущественно положительные оценки от профильных изданий и был номинирован на премию Общества онлайн-кинокритиков в категории «Лучший анимационный фильм». Название фильма было взято из одноимённой песни Боба Дилана, который, в свою очередь, послужил прообразом для визуализации персонажа Винсента Воладжу.

## Сюжет
Действие фильма происходит на Марсе в 2071 году, спустя 49 лет после масштабной катастрофы на Земле. Человечество практически полностью расселилось на другие планеты Солнечной системы. Главные герои — команда охотников за головами, которые путешествуют на космическом корабле «Бибоп». Членов экипажа пятеро: Спайк Шпигель — бывший боевик преступного синдиката «Красный дракон»; Джет Блэк — отставной полицейский и владелец «Бибопа»; Фэй Валентайн — пребывавшая в анабиозе лудоманка; Эдвард «Эд» Вонг Хау Пепелу Тивруски IV — жизнерадостная, энергичная девочка-подросток с задатками гениального хакера; и Эйн — собака с человеческим уровнем интеллекта (модифицированная научным путём). За несколько дней до Хэллоуина мужчина взрывает грузовик в столице Марса, распыляя неизвестный патоген, который убивает более 300 человек. В ответ правительство планеты объявляет рекордную награду в 300 миллионов вулонгов за поимку преступника.
Во время боевого дежурства Фэй становится свидетельницей взрыва и видит террориста воочию. Команда «Бибопа» решает взяться за его поимку, предвкушая большой денежный куш. Тем не менее, они начинают вести расследование порознь. Эд сверяет в базах данных татуировку преступника и идентифицирует его как Винсента Воладжу — бывшего солдата, который, согласно официальной информации, погиб во время войны на Титане. Однако вскоре выясняется, что во время боевых действий на военных тайно испытывали воздействие нового патогена, и он был единственным иммунизированным тестовой вакциной. Лекарство вызвало побочный эффекты: диссоциативную амнезию и галлюцинации в виде светящихся бабочек. Неспособность Воладжу отличить сны от реальности в конечном счёте, свела его с ума. Джет узнаёт, что грузовик принадлежал фармацевтической компании Cherious Medical Pharmaceutical Company, которая незаконно изготовила патоген в качестве биологического оружия. В поисках информации о смертельном вирусе Спайк получает образец от человека по имени Рашид, который когда-то руководил его разработкой.
Распутывая преступление, Спайк сталкивается с Электрой Овиро — агентом, нанятым Cherious Medical, чтобы убить Винсента. При молекулярном исследовании «патоген» оказывается подвидом белковой наномашины, который имитирует лимфоциты, а после смерти человека распадается, что делает его необнаружимым. Пытаясь проникнуть в Cherious Medical, Спайк вновь встречает Электру. Во время их потасовки он незаметно подкладывает ей подслушивающее устройство и убегает. Слушая переговоры, он узнаёт местоположение преступника и пытается его задержать. Однако получает тяжелое ранение, после чего террорист выкидывает героя из окна поезда и распыляет ещё одно облако наномашин: все пассажиры погибают, кроме Электры (тоже находившейся в поезде). Выясняется, что она была иммунизирована, когда состояла в отношениях с Винсентом, ещё до событий на Титане. Девушка тайно просит одного из фармацевтов взять образец её крови для создания вакцины.
В это время Фэй выслеживает Сэмпсона (хакера, который угнал грузовик), но ему удаётся скрыться. На его след также выходят Эд и Эйн, но легкомысленный подросток переключается на другое дело, прежде чем Фэй успевает встретиться с ней и узнать точное местоположение преступника. Она прибывает как раз в тот момент, когда Винсент распыляет одну из ампул с наномашинами, убивая Сэмпсона. Хотя Фэй вдыхает вирус, Винсент целует её, тем самым вырабатывая у женщины иммунитет. После того как Спайку удается оправиться от ранения, он ещё раз раз разговаривает с Рашидом, однако вскоре оказывается схвачен Cherious Medical, которые хотят скрыть все сведения о существовании наномашин. В соседнюю камеру попадает Электра. В итоге им удаётся сбежать из камер заключения, захватив по пути произведенную вакцину с противоядием. В свою очередь Фэй узнаёт, что Винсент собирается организовать теракт в центре города, чтобы уничтожить всё население Марса. После воссоединения команды выясняется, что преступник будет распространять наномашины при помощи взрывов гигантских воздушных шаров во время торжественного шествия по случаю Хэллоуина.
Джет связывается с отрядом старых знакомых — выбывших в утиль лётчиков, занимавшихся опрыскиванием полей ещё во время жизни на Земле, — чтобы распылить вакцину над городом. В это же время Фэй направляется в центр управления погодой, чтобы организовать во время парада обильный дождь (способствующий дополнительному распространению противоядия). Электра и Спайк разделяются и направляются к Винсенту по отдельности. Последний находит злодея раньше и между ними завязывается ожесточённая драка. Антагонист всё же детонирует взрывные устройства и распыляет вирус, который временно подкашивает здоровье Спайка (тем не менее он приходит в себя, когда начинает идти дождь и действовать вакцина). Винсент намеревается убить Спайка, однако появляется Электра и стреляет в него. Морально готовый принять смерть ещё со времён Титана, он не сопротивляется и благодарит бывшую девушку за то время, которое они провели вместе.

## Персонажи и актёры озвучивания
Отвечая на вопрос, какому персонажу он больше всего сопереживает или какой персонаж лучше всего перекликается с ним самим, Ватанабэ отметил, что это «сложный вопрос». Он добавил, что может сопереживать всем своим героям, но чтобы творить, он должен поддерживать дистанцию. По поводу своего отражения в персонажах он ответил так: «Частичка меня есть в каждом из них». Режиссёр добавил: «Уверен что многие люди не сопереживают Винсенту, но я его даже в чём-то понимаю».
| Персонаж        | Сэйю             |
| --------------- | ---------------- |
| Спайк Шпигель   | Коити Ямадэра    |
| Джет Блэк       | Унсё Исидзука    |
| Фэй Валентайн   | Мэгуми Хаясибара |
| Эдвард Вонг     | Аой Тада         |
| Винсент Воладжу | Цутому Исобэ     |
| Электрой Овиро  | Ай Кобаяси       |
| Рашид           | Мики Кёртис      |
| Ли Сэмпсон      | Юдзи Уэда        |

## Создание
Фильм был анонсирован в сентябре 1999 года: помимо Ватанабэ, в работе участвовала бо́льшая часть создателей сериала, включая продюсера Масахико Минами, дизайнера персонажей/режиссера анимации Тосихиро Кавамото и сценаристку Кэйко Нобумото. Также был задействован оригинальный состав озвучивания. Сценарий был завершён летом 2000 года. Проект запустили в июле на студиях Bones, Bandai Visual и Sunrise. Последняя отвечала за создание оригинального сериала. В свою очередь, Bones была основана в 1998 году, после его завершения, выходцами из Sunrise Минами, Кавамото и Хироси Осакой. Большой запас времени позволил команде обеспечить высокое итоговое качество.
Идея фильма возникла у Синъитиро Ватанабэ во время работы над оригинальным аниме-сериалом. Он изначально задумывал его в виде полнометражной ленты. Режиссёр относился к каждому эпизоду сериала как к отдельному фильму в миниатюре, поэтому переход к полному метру казался ему естественным и логичным. Чтобы не разочаровывать поклонников, фильм включил в себя много фансервиса, но ровно настолько, чтобы он оставался интересным для новичков. Ватанабэ придумал часть сюжета и главного антагониста — Винсента — ещё в период работы над сериалом. После того как сериал был завершён, а фанаты и рекламные спонсоры потребовали продолжения, было решено снимать полнометражный проект. Ватанабэ вспоминал: «Когда завершился оригинальный 26-серийный сериал, многие фанаты и спонсоры хотели, чтобы я продолжил [эту франшизу]. Вот почему я снял этот фильм».
Ватанабэ стремился создать в фильме визуальный ряд, близкий к динамичному боевику, используя соответствующие трюки с камерой и визуальные эффекты, а также сделав главных героев более экспрессивными, что было нереализуемо в рамках сериала, при этом сохранив «колорит „Ковбоя Бибопа“». По словам Коити Ямадэры, японского актёра, озвучивающего Спайка, единственное существенное отличие, внесённое командой в образы персонажей, включая его героя, заключалось в демонстрации другой стороны их характеров: в частности, Спайк сильнее раскрыл свой внутренний мир и проявил себя более мягким, нежели в сериале, поскольку у создателей было больше времени, чтобы углубиться в подобные нюансы. Ватанабэ лично выбирал актеров озвучки для Электры и Винсента. Последний был частично задуман как тип злодея, которого не удалось реализовать в рамках сериала, хотя Ватанабэ считал, что он не был каким-то «особенно уникальным».
Из-за увеличенного бюджета, более дорогой аппаратуры и отсутствия дедлайнов команда смогла включить в фильм больше кадров анимации, а также более длинные и сложные сцены. Проект отличался вычурной режиссурой, и Ватанабэ не успевал справиться со всеми эпизодами самостоятельно, поэтому привлёк для работы над некоторыми из них Хироюки Окиуру (снявшего вступительную заставку) и Тэнсая Окамуру (создавшего вестерн, который смотрит Джет в кинотеатре). Ватанабэ хотел придать фильму арабский колорит на контрасте с сериалом, который был во многом вдохновлён Нью-Йорком и Гонконгом. Специально для этого режиссёр отправился в Марокко, чтобы изучить местность воочию. Персонаж Рашид был основан на местном экскурсоводе. По словам Ватанабэ, работа над фильмом отличалась в лучшую сторону: теперь ему не нужно было умещать весь сюжет в двадцатиминутный эпизод — команда смогла создать более длинную и проработанную историю.

## Музыка
Музыка для фильма была написана Ёко Канно — композитором, занимавшимся созданием саундтрека для сериала. В записи участвовала её группа The Seatbelts. Она использовала в ленте ту же смесь жанров (кантри, опера, джаз), что и в её предшественнике, но также добавила арабскую музыку в соответствии с новой тематикой. В текстах использовались английский и арабский языки. Наряду с этим в саундтреке было задействовано большое количество рок-инструментов. Пять треков из фильма были выпущены 25 июля 2001 года на мини-альбоме The Seatbelts Ask DNA. Релиз официального саундтрека, Cowboy Bebop: Knockin’ on Heaven’s Door OST Future Blues, состоялся 29 августа 2001 года. Оба этих альбома были переизданы в декабре 2012 года.
| №  | Название                             | Длительность |
| -- | ------------------------------------ | ------------ |
| 1. | «What Planet Is This?»               | 2:45         |
| 2. | «Ask DNA»                            | 4:52         |
| 3. | «Cosmic Dare (Pretty with a Pistol)» | 4:28         |
| 4. | «Hamduche»                           | 1:54         |
| 5. | «Is It Real?»                        | 4:40         |

| №   | Название                      | Длительность |
| --- | ----------------------------- | ------------ |
| 1.  | «24 Hours Open»               | 3:22         |
| 2.  | «Pushing The Sky»             | 4:09         |
| 3.  | «Time To Know ~ Be Waltz»     | 3:49         |
| 4.  | «Clutch»                      | 5:16         |
| 5.  | «MUSAWE»                      | 3:29         |
| 6.  | «Yo Pumpkin Head»             | 4:05         |
| 7.  | «Diggin’»                     | 5:07         |
| 8.  | «3.14»                        | 1:37         |
| 9.  | «What Planet Is This?!»       | 4:31         |
| 10. | «7 Minutes»                   | 6:49         |
| 11. | «Fingers»                     | 4:24         |
| 12. | «Powder»                      | 1:30         |
| 13. | «Butterfly»                   | 4:59         |
| 14. | «No Reply»                    | 6:01         |
| 15. | «Dijurido»                    | 1:58         |
| 16. | «Gotta Knock A Little Harder» | 5:24         |
| 17. | «No Money»                    | 1:21         |
| 18. | «Rain»                        | 3:24         |

## Выпуск
Премьера фильма в Японии состоялась 1 сентября 2001 года. После международного релиза фильма эта дата стала предметом дискуссий среди западных фанатов из-за ее близости к терактам 11 сентября (и аналогий со взрывами). Анонс ленты на Западе состоялся в 2002 году во время мероприятия AnimeCon, где было объявлено, что к своим ролям вернутся оригинальные англоязычные актёры дубляжа. Японский подзаголовок «Knockin’ on Heaven’s Door» был убран из-за ассоциаций с одноимённой песней Боба Дилана 1973 года. Вместо нового подзаголовка создатели решили использовать приставку «The Movie», хотя в переиздании фильма компанией Funimation (в ноябре 2018 года) использовался оригинальный вариант. Прокатчиком ленты в США выступила дочерняя компания Sony Pictures — Destination Films, а также Samuel Goldwyn Films специализирующаяся на арт-хаусе. За международный релиз отвечала компания TriStar Pictures. Фильм был выпущен в ограниченный прокат в США 4 апреля 2003 года. Все билеты на первый показ были полностью распроданы, что подтолкнуло прокатчиков к проведению дополнительных сеансов. В первые выходные лента заработала 12 338 долларов, заняв 19-место в местном киночарте. Общие сборы фильма в Америке составили 1 000 045 долларов. Его мировой доход превысил 3 000 000 долларов.
В России прокатное удостоверение было выдано в 2003 году, установлено возрастное ограничение — детям до 12 лет просмотр разрешён в сопровождении родителей. Похожие рейтинги дали Британский совет по классификации фильмов, Нидерландский институт классификации аудиовизуальной медиапродукции — 12 и Австралийская аттестационная комиссия — M. FSK в Германии рекомендовала просмотр от 16 лет, Американская киноассоциация поставила рейтинг R.
7 февраля 2002 года фильм был выпущен в Японии на DVD и сразу же занял 1-е место в профильных видеочартах (DVD/VHS) страны. Руководство Sunrise и Bandai Visual недооценило уровень спроса: первый тираж был распродан вскоре после релиза, дополнительные диски пришлось допечатывать уже в середине февраля. Выпуском фильма в Соединённых Штатах занималась компания Columbia TriStar Home Entertainment. Релиз состоялся 24 июня 2003 года. DVD Talk положительно оценил диск и рекомендовал к просмотру, отметив хорошую анимацию, звук Dolby Digital 5.1, эффекты, американский дубляж и саундтрек Ёко Канно. В 2006 году Cowboy Bebop: The Movie занял 6-е место среди самых продаваемых аниме-DVD в этой стране. Прибыль составила 3,8 миллиона долларов. В Великобритании «Ковбой Бибоп» был выпущен сразу же на видеоносителях — 27 июня 2003 года, минуя кинопрокат. 25 июля 2008 года свет увидел японский релиз ленты на Blu-ray. За издание фильма в аналогичном формате в Северной Америке отвечала компания Image Entertainment, тираж поступил в магазины 28 июня 2011 года. В IGN оценили релиз на 5 из 10 баллов, назвав его «посредственным».
В рамках празднования 20-летия сериала 15 августа 2018 года фильм был показан в кинотеатрах США компанией Funimation Films (с японской звуковой дорожкой и английскими субтитрами) и 16 августа (с английским дубляжом). Funimation также анонсировала коллекционное издание на шести Blu-ray и двух грампластинках в трёх вариантах: The Bebop Crew, The Boogie Woogie Box и The Bounty Hunter’s Steel, где присутствовал и Cowboy Bebop the Movie: Knockin' on Heaven’s Door. Выход состоялся 13 ноября 2018 года. В 2019 году Anime Limited выпустила ограниченное издание фильма под названием Cowboy Bebop Ultimate Edition: сериал, фильм, саундтрек на 3 CD и 120-страничная книга в стальном кейсе, весь тираж был распродан в кратчайшие сроки. В других странах изданиями стандартной версии аниме на Blu-ray занимались такие компании, как британская Manga Entertainment, итальянская Dynit, австралийская Madman Entertainment и прочие.
В 2022 году Reanimedia выпустила дубляж фильма «Ковбой Бибоп» по заказу сервиса «Кинопоиск», онлайн-премьера прошла 4 февраля.

## Отзывы критиков
Согласно сайту-агрегатору рецензий Rotten Tomatoes, рейтинг фильма составляет 68 % на основе 80 рецензий со средней оценкой 6,30/10. Консенсус критиков гласит: «Быть может, фильм подойдёт только любителям аниме, но им явно понравятся легкомысленные, непринуждённые драки и классные диалоги». Оценка «Ковбоя Бибопа» на сайте Metacritic составляет 62 балла из 100, на основе 23 обзоров, что приравнивается к «в целом положительному» статусу. В 2003 году проект был номинирован на премию Общества онлайн-кинокритиков в категории «Лучший анимационный фильм», но проиграл награду «В поисках Немо». Писательница Хелен Маккарти включила «Ковбоя Бибопа» в свой альманах «500 ключевых аниме-фильмов всех времён» особо отметив его саундтрек, который назвала «секретным оружием ленты», и заявила, что «единственный существенный недостаток фильма в том, что он длится примерно на полчаса больше, чем следовало бы».
«Ковбой Бибоп» получил преимущественно положительные оценки. Энди Патрицио из IGN поставил фильму 9 баллов из 10, отметив, что его создатели «великолепно поработали над конкретизацией истории», а также похвалил проект за то, что он «не скатился в мелодраму, как многие похожие боевики». Помимо этого, публицист заметил, что тема терроризма в преддверии терактов 11 сентября «оказалась очень злободневной». Отдельных лестных слов удостоилась звуковая дорожка. Майк Крэндол из Anime News Network поддержал многие тезисы своего коллеги. Основные претензии рецензента заключались в том, что Джету, Фэй и Эду отводились второстепенные роли и что их практически не вовлекли в сюжет. Он также сказал, что создатели превзошли себя качеством анимации в нескольких сценах, таких как финальная битва между Спайком и Винсентом. Роберт Келер из Variety, обозревая японский релиз, похвалил визуальные эффекты и сценарий, хотя некоторые сцены счёл немного затянутыми. В свою очередь, Чарльз Соломон в статье для Los Angeles Times остался доволен хронометражем ленты, заявив, что благодаря этому сценарист Кэйко Нобумото получила возможность лучше раскрыть персонажей.
Другие издания составили более неоднозначные мнения. Лоуренс ван Гелдер из The New York Times заявил, что в целом он остался доволен просмотром, но счёл ленту немного легкомысленной на фоне проблематики и событий того времени. В заключение отметив, что действие фильма легко могло бы происходить в современном Нью-Йорке. Кинообозреватель The Guardian Питер Брэдшоу поставил «Ковбою Бибопу» 2 звезды из 5, похвалив его визуальные эффекты, но посетовав, что сюжет не очень интересен и не смог его зацепить. Джейми Рассел из BBC оценил проект в 4 звезды из 5, заявив, что он «достаточно хорош, чтобы встать в один ряд с „Акирой“, „Призраком в доспехах“ и „Унесёнными призраками“». Больше всего рецензента впечатлила режиссура, использование ракурсов камеры в реальном времени. Хотя он счёл, что динамика фильма иногда заметно провисает, саундтрек и визуальные отсылки к другим известным боевикам сделали его «примером аниме в лучших его проявлениях». Мнения прочих изданий в целом разделились: одни хвалили сюжет и анимацию, другие воспринимали их со смешанными чувствами, критикуя персонажей и затянутость повествования, реализацию в ущерб сериалу, а также смешивание жанров и приёмов (вестерн, нуар, гангстерский фильм, научная фантастика, взрывы в стиле Джерри Брукхаймера, слэпстик и мыльная опера). Исполнение уступает вышедшему в 2001 году фильму «Унесённые призраками» Хаяо Миядзаки. Cowboy Bebop: The Movie содержит актуальный на тот момент биотерроризм (особенно это проявляется, когда Джет смотрит «Ровно в полдень» с ностальгией по временам, где люди сталкивались с врагом лицом к лицу). Ряд СМИ отметили параллели с другими научно-фантастическими фильмами, например, с «Бегущим по лезвию». Аниме включает отсылки к таким режиссёрам, как Крис Маркер, Жан-Люк Годар и Сэм Пекинпа.
«Ковбой Бибоп» занял 8-е место в подборке портала BuzzFeed «35 лучших аниме-фильмов всех времён», а также 10-е в списке журнала Empire «25 величайших аниме-фильмов в истории». Онлайн издание Japan Webmagazine поставило ленту на 28-ю позицию в рейтинге «30 лучших аниме всех времён». Что касается 84-й строчки рейтинга 100 лучших аниме-фильмов сайта журнала Paste, то авторы подытожили: «„Достучаться до небес“ — это аниме-эквивалент рок-группы воссоединившейся для прощального тура, закончившегося на высокой ноте». Редакция портала Hi-Fi.ru присудила фильму 31-е место в своём списке «100 лучших аниме за всю историю кино», заключив: «Для режиссёра Ватанабэ фильм был всего лишь второй работой для большого экрана, но он превосходно „проапгрейдил“ анимацию „Ковбоя“ и вместе со своей командой закрутил динамичный и драматичный сюжет, более чем достойный большого экрана».